# Begonia sinuata
Espèce
Synonymes
- Begonia bilocularis (Wight) Craib[1]
- Begonia clivalis Ridl.[1]
- Begonia elongata Wall.[1]
- Begonia guttata Wall.[1]
- Begonia sinuata var. clivalis (Ridl.) Irmsch.[1]
- Diploclinium biloculare Wight[1]

Begonia sinuata est une espèce de plantes de la famille des Begoniaceae. Ce bégonia est originaire d'Asie. L'espèce fait partie de la section Parvibegonia. Elle a été décrite en 1836 par Carl Meissner (1800-1874), à la suite des travaux de Nathaniel Wallich (1786-1854). L'épithète spécifique sinuata signifie « à feuille dont la marge est ondulée ».

## Répartition géographique
Cette espèce est originaire des pays suivants : Cambodge ; Inde ; Malaisie ; Thaïlande ; Viet Nam.

## Liste des variétés
Selon World Checklist of Selected Plant Families (WCSP) (23 février 2017) :
- variété Begonia sinuata var. helferi Irmsch. (1929)
- variété Begonia sinuata var. longialata Irmsch. (1929)
- variété Begonia sinuata var. pantiensis Kiew (2005)
- variété Begonia sinuata var. sinuata